# Биоценоз
Биоценоз (от др.-греч. βίος — жизнь и греч. ϰοινός — общий) — сообщество организмов, исторически сложившаяся совокупность животных, растений, грибов и микроорганизмов, населяющих относительно однородное жизненное пространство (определённый участок суши или акватории), связанных между собой, а также окружающей их средой. Биоценозы возникли на основе биогенного круговорота и обеспечивают его в конкретных природных условиях.
Биоценоз — это динамическая, способная к саморегулированию система, компоненты которой (продуценты, консументы, редуценты) взаимосвязаны. Один из основных объектов исследования экологии. Наиболее важными количественными показателями биоценозов являются биоразнообразие и биомасса.

## Термин

Карта распределения биоценозов в Чёрном море у Севастополя, 1910 г.

Термин (нем. Biocönose) введён Карлом Мёбиусом в книге 1877 года «Die Auster und die Austernwirthschaft» для описания всех организмов, что заселяют определённую территорию (биотоп), и их взаимоотношений.
Производные:
- Биогеоценоз
- Биогеоценология
- Ценоз, ценотический и пр.

В классификации ГРНТИ Биоценозы объединены с понятием экосистемы.

## Структура биоценоза

Структура биоценоза

Видовая, пространственная (вертикальная (ярусность) и горизонтальная (мозаичность) организация биоценоза) и трофическая.
Группы организмов разных размеров живут в биоценозе в разных масштабах пространства и времени. Например, жизненные циклы одноклеточных могут протекать в пределах часа, а жизненные циклы крупных растений и животных растянуты на десятки лет.
Для биотопов характерно определённое видовое многообразие — совокупность популяций, входящих в его состав. Количество видов зависит от продолжительности существования, стойкости климата, производительности типа биоценоза (пустыня, тропический лес).
Различается количество особей разных видов и т. п. Наиболее многочисленные виды биотопов называют доминантными. При изучении больших биотопов определить всё видовое многообразие невозможно. Для изучения определяют количество видов с определённой территории (площади) — видовое богатство. Видовое многообразие разных биоценозов сравнивают по видовому богатству с одинаковой площади.
Видовая структура даёт представление о качественном составе биоценоза. При существовании двух видов вместе в однородной среде при постоянных условиях происходит полное вытеснение одного из них другим. Возникают конкурентные взаимоотношения. На основе подобных наблюдений был сформулирован принцип конкурентного исключения, или принцип Гаузе.
Деятельность человека сильно сокращает разнообразие в природных сообществах, что требует прогнозов и предвидений её последствий, а также действенных мер поддержания природных систем.

### Пространственная структура
Пространственная структура биоценоза может быть характеризована вертикальной ярусностью.
Вертикальная ярусность у растений определяется тем, как высоко над землёй то или иное растение выносит свои фотосинтезирующие части (теневыносливое растение или светолюбивое):
- Древесный ярус
- Кустарниковый ярус
- Кустарничково-травяной ярус
- Мохово-лишайниковый ярус

Вертикальную ярусность у животных можно рассмотреть на примере насекомых (возможна также ярусность птиц, например, один и тот же вид птиц может проживать на разных ярусах одного растения):
- Геобии (обитатели почв)
- Герпетобии (обитатели поверхностного слоя)
- Бриобии (обитатели мхов)
- Филлобии (обитатели травостоя)
- Аэробии (обитатели более высоких ярусов)

Горизонтальная структурированность сообщества (мозаичность, неоднородность) может быть вызвана рядом факторов:
- Абиогенная мозаичность (факторами (растительными организмами, в частности — эдификаторами-лишайниками)
- Эолово-фитогенная (мозаичность вызванная как абиотическими факторами, так и фитогенными)
- Биогенная (мозаичность, вызванная в первую очередь роющими животными)

### Экологическая структура
Характеризуется соотношением видов, которые имеют разные адаптации к факторам среды, типам питания, размерам, внешнему виду. Биоценоз — это соотношение видов, занимающих определённые экологические ниши.
Виды биоценозов:
1. Естественные (река, озеро, луг и т.д)
2. Искусственные (пруд, сад, и т. д.)

## Характеристика показателей биоценоза
1. Размеры биоценозов разные — от мелких (кочка на болоте, пруд) до очень больших (биоценоз леса, луга, ковыльной степи).
2. Размеры биоценоза определяются условиями абиотической среды. Однородное пространство (часть абиотической среды), занимаемое биоценозом, называется биотопом.
3. Биоценозы не имеют чётких границ, они постепенно переходят друг в друга. Переходная полоса между смежными сообществами называется экотоном.

## Связи популяций в биоценозах
Структура биоценоза поддерживается во времени и пространстве за счёт разнообразных связей между популяциями. Связи возникают с целью удовлетворения определённых потребностей одной популяции за счёт другой. В зависимости от характера потребностей выделяют четыре типа связей между популяциями: трофические, топические, форические, фабрические.
Трофические связи (от греч. τρόφή «пища») — особи одной популяции получают пищу за счёт особей другой популяции. Это может происходить путём поедания особей, питания отмершими органическими остатками или продуктами жизнедеятельности особей другого вида.
Топические связи (от греч. τόπος «место») — особи одной популяции используют особей другой популяции в качестве местообитания или испытывают их влияние на свою среду обитания. Например, птицы используют деревья и кустарники как места для гнездования, мальки рыб находят укрытие под зонтиком медузы, эпифиты и лианы используют стволы деревьев как субстрат и т. д.
Форические связи (от греч. φοράει «ношение») — особи одной популяции участвуют в расселении (распространении) особей другой популяции. Например, птицы, питаясь ягодами брусники, черники, рябины, боярышника, распространяют семена этих растений вместе с экскрементами.
Фабрические связи (от лат. fabrico «изготовлять») — особи одной популяции используют выделения или мёртвые части тела особей другой популяции в качестве материала для строительства гнёзд, нор, убежищ и др. Например, бобры сооружают бобровые хатки из стволов и ветвей деревьев.

## Состав
- Зооценоз — совокупность популяций животных.
- Фитоценоз — растительное сообщество.
- Микоциноз — сообщество различных видов грибов.
- Микробоценоз — совокупность популяций микроорганизмов (бактерий, протистов).